# Amtsgericht Wolkenstein
Das Amtsgericht Wolkenstein war ein Gericht der ordentlichen Gerichtsbarkeit und ein Amtsgericht in Sachsen mit Sitz in Wolkenstein.

## Geschichte
In Wolkenstein bestand bis 1879 das Gerichtsamt Wolkenstein als Eingangsgericht. Im Rahmen der Reichsjustizgesetze wurden 1879 im Königreich Sachsen die Gerichtsämter aufgehoben und Amtsgerichte, darunter das Amtsgericht Wolkenstein, geschaffen. Der Sprengel des Amtsgerichtes bestand aus Wolkenstein, Drebach mit Kettenhammer und neuen Häusern, Falkenbach mit Himmelmühle, Gehringswalde mit Huth, Scheidebach und Warmbad bei Wolkenstein, Griesbach, Großolbersdorf, Grünau, Hilmersdorf mit neuen Häusern, Heinzebank und Heinzwaldmühle, Hopfgarten, Scharfenstein mit Weida, Schönbrunn mit Heidelbach, Fischhäusern, Niederau, Oberau und Scheibe, Streckewalde mit Finsterau, Venusberg mit Knoblochmühle und Wiltzsch. Das Amtsgericht Wolkenstein war eines von 16 Amtsgerichten im Bezirk des Landgerichtes Chemnitz. Der Amtsgerichtsbezirk umfasste danach 13.870 Einwohner. Das Gericht hatte damals eine Richterstelle und war ein kleines Amtsgericht im Landgerichtsbezirk.
In der DDR wurden das Amtsgericht Wolkenstein mit der Verwaltungsreform von 1952 aufgehoben und das Kreisgericht Zschopau an seiner Stelle neu geschaffen. Gerichtssprengel war nun der Kreis Zschopau.

## Gerichtsgebäude

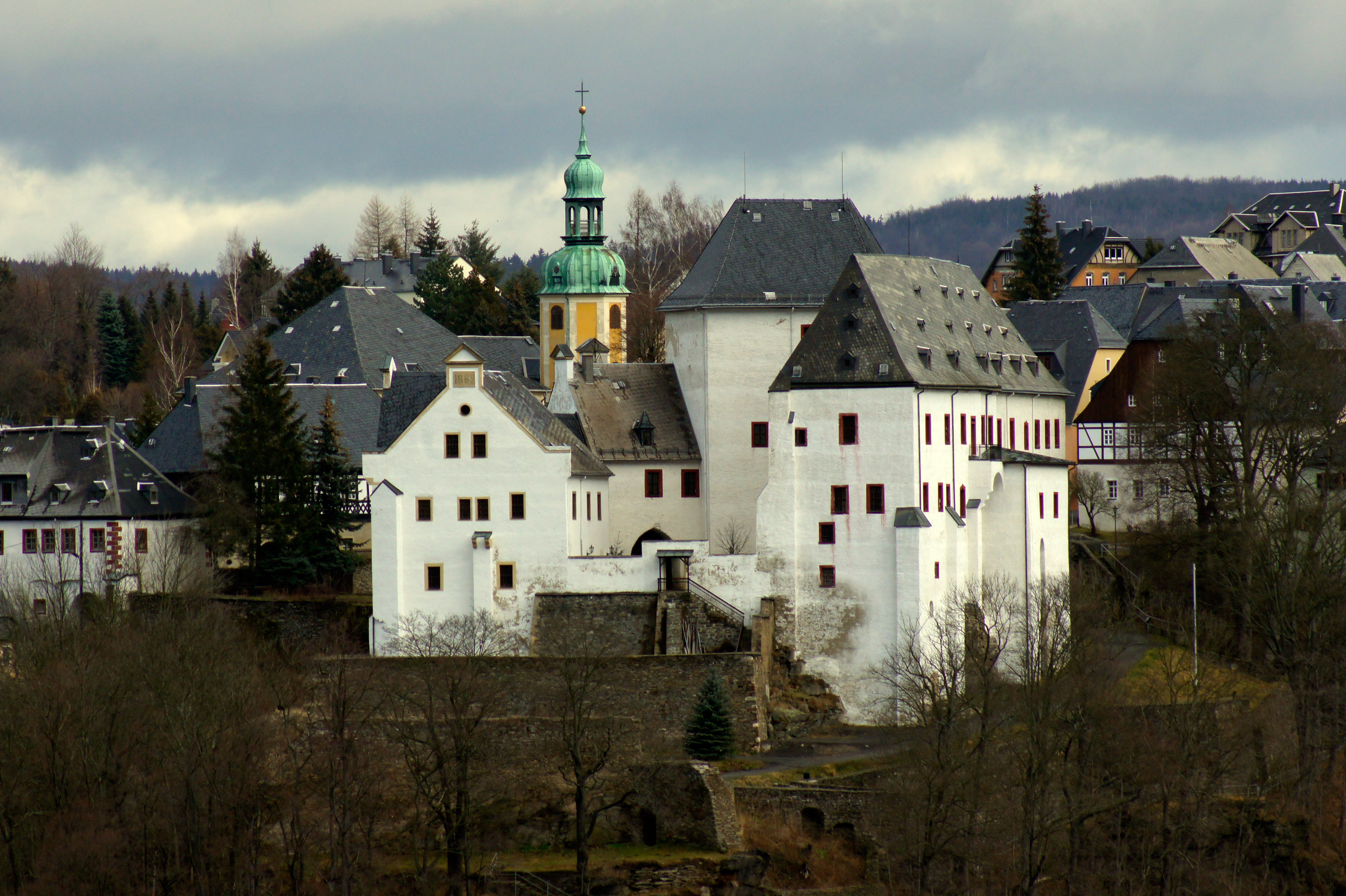
Ehem. Gerichtsgebäude (2011)

Das Amtsgericht Wolkenstein nutzte das Schloss Wolkenstein als Gerichtsgebäude. Es steht als Kulturdenkmal unter Denkmalschutz.